# Эрнст Генрих Саксонский
Эрнст Генрих Саксонский (9 декабря 1896, Дрезден — 14 июня 1971, Эдинген-Неккархаузен, Баден-Вюртемберг) — немецкий принц, член Саксонского королевского дома. Младший (третий) сын последнего короля Саксонии Фридриха Августа III (1865—1932), правившего в 1904—1918 годах, и его жены, эрцгерцогини Луизы Австрийской, принцессы Тосканской (1870—1947).
В 1923—1945 годах принц Эрнст Генрих был административным начальником ассоциации «House of Wettin — Albertinische Linie e.V» («Дома Веттинов Альбертинской линии».

## Ранняя жизнь
Родился в Дрездене, столице Саксонского королевства. Детство провёл в Дрездене, Пильнице и Морицбурге, его воспитанием занимался отец. Бегство Луизы Австрийской (матери принца) из Дрездена в 1902 году сильно повлияло на его отца, братьев и сестер, согласно их собственным заявлениям. Эрнсту Генриху тогда было только шесть лет.

## Первая мировая война
В начале Первой мировой войны принц Эрнст Генрих Саксонский носил чин первого лейтенанта в 1-м королевском саксонском лейб-гренадерском полку № 100. В сентябре 1914 года он стал денщиком командующего 19-го (2-го) Королевского саксонского о корпус а в Реймсе и Лилле. Через четыре месяца принц получил аттестат зрелости, а в 1916 году принял участие в битве на Сомме в качестве офицера штаба 24-й резервной дивизии. 30 августа 1916 года Эрнст Генрих был награждён Военным Орденом Святого Генриха.
Весной 1917 года он принял командование 9-й роты резервно-стрелкового полка № 104 в Бережанах (Восточная Галиция). В течение двух месяцев 1917 года принц провел в больнице, после чего он командовал 9-й батареей артиллерийского полка № 115 в районе Ипра.
В начале мая 1918 года он командовал 1-м эскадроном конной гвардии в городе Старый Быхов на Днепре, в августе того же года он руководил саксонскими частями в Дерпте, Ревеле и в Финляндии. В ноябре и декабре 1918 года принц Эрнст Генрих следил за возвращением саксонских частей в Германию.

## 1920-е годы
В 1919—1920 годах принц Эрнст Генрих Саксонский управлял имением в Силезии. В ходе Капповского путча в марте 1920 года он выступал в качестве посредника между путчистами в Берлине и Рейхсвером во Вроцлаве. После провала путча он переехал в Мюнхен, где вступил в кружок бывшего наследного принца Рупрехта Баварского. 12 апреля 1921 года во дворце Нимфенбург он женился на Софии Люксембургской (1902—1941), сестре великой герцогини Шарлотты Люксембургской. Брак был счастливым, у супругов было трое сыновей.
Принц не участвовал в Пивном путче 8-9 ноября 1923 года в Мюнхене. Он отверг нацистскую идеологию и дистанцировался от Гитлера и Людендорфа. По настоянию своего отца он взял на себя функцию административного руководителя ассоциации Дома Веттинов — Albertinische Linie e.V. Его отец выдал ему доверенность для переговоров со Свободным государством Саксония о будущей судьбе усадеб, принадлежавших семье Веттинов, и их коллекциях произведений искусства. 25 июня 1925 года был подписан договор между Свободным государством Саксония и бывшей правящей династией, регулировавший отношения между домом Веттинов и Свободным государством.
В последующие годы Эрнст Генрих, который был заядлым любителем искусства, совершил несколько поездок в Египет вместе с женой и детьми. В 1928/1929 году он вступил в Немецкую народную парию под руководством Густава Штреземана, который предложил принцу баллотироваться на пост федерального президента. Но принц Эрнст Генрих Саксонский отказался от этой безнадежной идеи.

## Третий рейх
Эрнст Генрих Саксонский был против прихода к власти нацистов 30 января 1933 года. Принц считал, что Гитлера может остановить консервативная политическая оппозиция, и весной 1933 года вступил в монархическую организацию «Стальной шлем». 1 июля 1934 года, во время Ночи длинных ножей, принц был арестован. Он был интернирован в концентрационный лагерь в Хонштайне, где провел пять дней.
После своего освобождения Эрнст Генрих удалился в замок Морицбург в Саксонии. Он был заядлым охотником и должен был поддерживать связь с нацистскими лидерами, такими как Герман Геринг, который в качестве егермейстера осуществлял надзор за лесами Веттинов и Мартина Мучмана, нацистского наместника Саксонии. В 1938 году принц принимал у себя в замке короля Румынии Кароля II, а в 1939 году дискутировал о политике с Карлом Фридрихом Гёрделером, бывшим мэром Лейпцига и одним из руководителей антигитлеровского заговора. За несколько недель до начала Второй мировой войн принц Эрнст Генрих был призван на службу в группу Абвера № 4 в Дрездене.
В 1943 году принц Эрнст Генрих открыто выразил сомнения в том, что смерть его старшего брата Георга, наследного принца Саксонии, была несчастным случаем. Он был арестован гестапо, допрошен и отпущен.
Эрнст Генрих был поклонником искусства Кете Кольвиц. После того, как Кольвиц потеряла свой дом во время бомбежки Берлина в 1943 году, он пригласил её переехать в Морицбург, где она жила и работала в Руденхофе в непосредственной близости от замка, пока не умерла в апреле 1945 года.
В феврале 1945 года Дрезден подвергся бомбардировкам. В марте 1945 года Эрнст Генрих Саксонский бежал в Зигмаринген, спасаясь от наступающей Красной Армии. Перед отъездом он и его сыновья закопали большую часть семейных драгоценностей в 40 ящиках в лесу Königswald. Большую часть клада нашли советские войска и вывезли в СССР. Однако три ящика с сокровищами были найдены в 1995 году.

## После войны
В 1947 году Эрнст Генрих Саксонский женился на актрисе Вирджинии Дюлон (1910—2002), которая после брака стала именоваться «Принцесса Вирджиния Саксонская». Позже в том же году он купил недвижимость в графстве Уэстмит (Ирландия), куда и переехал вместе со своей второй женой и сыновьями от первого брака. После первоначальных трудностей он стал успешным фермером и научился ценить свой новый дом.
74-летний принц Эрнст Генрих Саксонский скончался в Эдинген-Неккархаузене во время своего посещения Германии в июне 1971 года.

## Браки и дети
Эрнст Генрих Саксонский первым браком женился 12 апреля 1921 года в Нимфенбурге на принцессе Софии Люксембургской (14 февраля 1902 — 24 мая 1941), младшей дочери великого герцога Люксембургского Вильгельма IV и его супруги, принцессы Марии Анны Португальской. Супруги имели трех сыновей:
- Принц Альберт Фридрих Август Иоганн Грегор Дедо Саксонский (9 мая 1922, Мюнхен — 6 декабря 2009, Радебойль), не был женат
- Принц Георг Тимо Михаэль Николас Мария Саксонский (22 декабря 1923, Мюнхен — 22 апреля 1982, Эмден). Он был трижды женат. Первая супруга 1952 год - Маргит Лукас (1923—1957), в браке родились двое детей. Вторая супруга 1966—1973 год - Шарлотта Свиндак (род. 1919), с которой детей не имел. Третья супруга с 1974 года - Эрин Айльтс (род. 1921), брак бездетный. Также у принца есть внебрачный сын от Эрики Монтанус — Хубертус фон Саксен (род. 25 мая 1950). 
  - сын Рюдигер Карл Эрнст Тибо Алди (род. 23 декабря 1953 — 29 марта 2022)
  - дочь Ирис Хильдегард Софи Маргит Гизела (род. 21 сентября 1955).

- Принц Рупрехт Хубертус Геро Мария Саксонский (12 сентября 1925, Мюнхен— 10 апреля 2003, Пиктон, Онтарио, Канада), никогда не был женат

София Люксембургская умерла 24 мая 1941 года в Мюнхене от пневмонии. Овдовший после смерти первой жены принц 28 июня 1947 года в Париже вторично женился морганатическим браком на актрисе Вирджинии Дюлон (1910—2002). Второй брак был бездетным.

## Титул
9 декабря 1896 — 14 июня 1971 — «Его Королевского Высочество Принц Эрнст Генрих Саксонский, герцог Саксонии»